# GREENMACHiNE
GREENMACHiNE（グリーンマシーン）は日本のロックバンド。1995年に結成、スラッジメタル、ハードコア・パンク、パンク・ロック、ヘヴィメタルなど暴力性のある音楽をベースにしており、自らの音楽を「HARD CORE ROCK」と称している。

## 来歴
1995年に結成、2度の解散を経ながらも現在も活動中。バンド名は金銭社会他、様々な意にとれることからDATSU（Drums）のフェイバリットバンドカイアスの曲名（「Blues For Red Sun」に収録）から拝借。ブラック・サバス、カイアス、アイヘイトゴッド、スリープなどのバンドに強く影響を受ける。

## 活動歴

### 第1期 1995年-1999年
1995年5月、元OVERRIDE NEGATIVEのMONZAWA（Guitar,Vocal）、元INFIXX BLOCKのTAKUMI（Bass）、元ICONOCLASTのDATSU（Drums）により結成。
1996年5月にTAKUMIが脱退、YOSHIKAWA（Bass）が加入。地元金沢でコーパス・グラインダーズのサポートをした際にZEROの耳に留まり、彼の主宰するTASTEの第一弾作品として12月25日に1stアルバム「D.A.M.N.」をリリースする。またロウブロウアーティストであるFRANK KOZIKの耳にも留まり、彼の主宰するMAN'S RUINからもCDをリリース。
1997年、BOVINEからレーベルオーナのバンドであるTHUGとのスプリット7"を1997年にリリース。7月にYOSHIKAWAが脱退、MASAKI（Bass）が加入するも1997年10月に脱退。DAISAKU(Bass)が加入する。
1998年、2ndアルバム「THE EARTH BEATER」を録音、自主制作盤として国内リリース。当時は様々な理由によりマスタリングを行わないままのリリースとなった。この作品もMAN'S RUINを通じて全世界へリリースされ、同じくMAN'S RUINより「THE EARTH BEATER」から5曲を抽出した10"EP「THE EARTH BEATER Ver 0.5」をリリース。
1999年、ROCKY & The SWEDENらとのツアー"Mountain High Tour”から1ヶ月後、DATSUとの意見の相違からMONZAWAが脱退を決意。MONZAWA抜きではバンドは成り立たないとの判断からDATSUが解散を決意する。

### 第2期 2003年-2006年、2010年
2003年、友人の結婚式の2次会で演奏をする名目で久々に集まったリハーサルでDATSUとMONZAWAが活動再開を決意、DAISAKUを迎えて活動再開（結局は二次会では演奏しなかった）。2月にDAISAKU脱退、過去にDATSUとMONZAWAともバンドを組んでいた事もあるHASEGAWA(Bass)が加入。6月9日、これまでにリリースしたアルバムをATSUO（BORIS）と中村宗一郎（PEACE MUSIC）がリマスタリング、ボーナストラックを追加し「D.A.M.N.+3」「THE EARTH BEATER+3」をリリース。
2004年、6月9日にDIWPHALANXより3rdアルバム「THE ARCHIVES OF ROTTEN BLUES」をリリース、本作より自身の音楽を”HARD CORE ROCK”と表現するようになる。
2005年、6月9日にはオムニバスDVD「WIZARD'S CONVENTION」に参加。10月10日HASEGAWA脱退。
2006年、2月1日に未発表テイクを「FREE DOWNLORD TRACKS 2006」としてオフィシャルサイト上で配信限定リリース。サポートベーシストにSHINJIを迎えライブ活動を再開するも、8月22日解散を発表。ベーシストに再びHASEGAWAを迎え、10月8日WIZAERD'S CONVENTION Vol.5をもって2度目の解散。
2010年、10月12日に金沢VANVAN V4「CTRL+ALT＋DEL」にてDATSU、MONZAWA、HASEGAWAの2度目の解散時のメンバーで1夜限りの復活。

### 第3期 2013年-現在
2013年、5月19日に金沢市竪町にあったショップ＆カフェVIRUSオーナー米澤源二郎氏（2013年4月3日死去）の追悼イベント「MOUNTAIN HIGH 2013」にてDATSU、MONZAWA、HASEGAWAの編成にて再結成。その後ベースにYOSHIKAWA（assembrage、second to none）が復帰して活動を続けることとなる。
2014年、6月14日にBoris「NOISE」リリース記念ライブにスペシャルゲストとしてライブを行った際、2人目のギタリストとしてMAX（The Donor、RESENTMENT）を迎えたことを初披露。バンド史上初の4人体制となる。
2015年、12月16日、3rdアルバムを岡崎幸人（ETERNAL ELYSIUM/STUDIO ZEN）がリマスタリング、ボーナストラックを追加した「THE ARCHIVES OF ROTTEN BLUES+1 -complete edition-」をDIWPHALANXよりリリース。
2016年、3月9日にDaymare Recordingsより4人体制で初の作品となる「FOR THE NIGHT AND BLOOD EP」をリリース。
2017年、3月6日にHANGMAN'S CHAIRとのスプリットEPがフランスのMUSICFEARSATANよりアナログ盤が、Daymare RecordingsよりCDがリリース。
2018年、4月に初のヨーロッパツアーを敢行。4月21日にRoadburn FestivalにJACOB BANNON（コンヴァージ）のキュレーションにより出演、入場制限がかかるほどの人気を博す。8月、assembrage、second to noneと続けて脱退したことやプライベートでも問題を抱えていたYOSHIKAWAが失踪、MONZAWAがベースに転向して活動を続ける。
2019年、YOSHIKAWA不在のままレコーディングを開始、3月20日に15年ぶりの4thアルバム「MOUNTAINS OF MADNESS」をDaymare Recordsよりリリース。5月31日にLongLegsLongArms Recordsより「MOUNTAINS OF MADNESS」のアナログ盤とカセットをリリース。7月20日大阪SOCORE FACTRYのライブに突如YOSHIKAWAが現れ”HAMMER AND BURNER”を演奏、その後バンドに復帰する。9月に初の台湾ツアーを敢行。
2020年、ラン・スラヴィン監督「夢の募集」に"MUDDY"が挿入歌に使われる。6月に再度のリマスタリングとボーナストラックを追加し「D.A.M.N.」をCDが台湾Bad Moon Risingより、アナログ盤はウクライナのRobust Fellowよりリリース。10月10日に結成25周年記念盤となる5thアルバム「GREENMACHiNE」をBandcamp先行リリース、12月9日にDaymare RecordingsよりCDとアナログ盤をリリース。5thアルバムリリースに合わせて金沢カレーの元祖「チャンピオンカレー」とのコラボレトルトカレーを製作、アルバムをバンド直接またはBandcamp、タワーレコード金沢フォーラス店、チャンピオンカレー本店及びウェブショップで購入した場合にプレゼントされた。
2021年、2月にRobust Fellowより5thアルバム「GREENMACHiNE」のワールドワイド盤CDをリリース、50部限定のデラックスエディションCD（マットラミネートされたハードカバーデジパック、10ページのブックレット、ロゴステッカー、ダウンロードコード付）50部限定のカセットテープもリリースされた。CDのジャケットは緑色から赤色に変更されている。3月27日に大阪でライブの予定だったがYOSHIKAWAの緊急入院によりキャンセル、4月24日の岐阜ANTSのライブはサポートメンバーにヤチケンを迎えてライブを行う。8月2日にYOSHIKAWAの脱退を発表、DATSUは「今後同じ歩幅で進んで行けないと判断した結果です。」とコメントしている。7月10日の名古屋HUCK FINNでのライブがYOSHIKAWA最後の舞台だった。当面はレコーディングは残った3人で行い、ライブについてはサポートメンバーにヤチケンを加えて行う。
2022年、4月にアメリカのスラッジバンドFistulaのスプリット12”をフランスTotem Cat Recordsよりリリース、12月に同作のCDをアメリカBlack Mold Recordsからリリースした。
2023年、10月23日に台湾REVOLVER BARで行われた「Taipei Wizard's Convention」に、日本からNEPENTHESと共に参加。11月9日に大阪CONPASSで行われたleave them all behind 2023 extras showにて、バンドのサウンドに大きく影響を与えたアイヘイトゴッドと初共演。ちなみにDATSUによると、作品中で一番スローな曲に付けられている「RED EYE」のEYEはアイヘイトゴッドのEYEとのこと。
2024年、8月8日にDATSUが金沢市内にライブハウス「REDSUN」（店名はKyuss「Blues For Red Sun」からいただいたと思われる）をオープン、盟友でもあるenvy、WRENCHと共に柿落とし公演を行う。

## メンバー

### 現メンバー
- MONZAWA - ギター、ボーカル（1995-1999, 2003-2006, 2010, 2013-現在）
- DATSU - ドラム（1995-1999, 2003-2006, 2010, 2013-現在）
- MAX - ギター、ボーカル（2014-現在）
- ヤチケン - ベース/サポートメンバー（2021-現在）

### 元メンバー
- YOSHIKAWA - ベース（1996-1997, 2013-2021）
- TAKUMI - ベース（1995-1996）
- MASAKI - ベース（1997）
- DAISAKU - ベース（1997-1999, 2003）
- HASEGAWA - ベース（2003-2005, 2006, 2010, 2013）
- SHINJI - ベース/サポートメンバー（2006）

## ディスコグラフィー

### ALBUM
| タイトル                                          | フォーマット   | レーベル                 | リリース   | 概要 |
| ------------------------------------------------- | -------------- | ------------------------ | ---------- | --- |
| D.A.M.N                                           | CD             | TASTE                    | 1996.12.25 | 1stアルバム |
| D.A.M.N                                           | CD             | MAN'S RUIN               | 1997       | 1stアルバムのアメリカ盤、ジャケットアートワークはFRANK KOZIK                                                      |
| THE EARTH BEATER                                  | CD             | FANDLE                   | 1998.6.21  | 2ndアルバム |
| THE EARTH BEATER                                  | CD             | MAN'S RUIN               | 1998       | 2ndアルバムのアメリカ盤、ジャケットアートワークはFRANK KOZIK                                                      |
| D.A.M.N.+3                                        | CD             | DIWPHALANX               | 2003.6.9   | 1stアルバムのATSUO（Boris）と中村宗一郎（PEACE MUSIC）によるリマスター盤、ボーナストラックを3曲収録               |
| THE EARTH BEATER+3                                | CD             | DIWPHALANX               | 2003.6.9   | 2ndアルバムのATSUO（Boris）と中村宗一郎（PEACE MUSIC）によるリマスター盤、ボーナストラックを3曲収録               |
| THE ARCHIVES OF ROTTEN BLUES                      | CD             | DIWPHALANX               | 2004.6.9   | 3rdアルバム |
| THE ARCHIVES OF ROTTEN BLUES+1 -complete edition- | CD             | DIWPHALANX               | 2015.12.16 | 3rdアルバムの岡崎幸人（ETERNAL ELYSIUM/STUDIO ZEN）によるリマスター盤、ボーナストラックを1曲収録                  |
| MOUNTAINS OF MADNESS                              | CD             | Daymare Recordings       | 2019.3.20  | 4thアルバム |
| MOUNTAINS OF MADNESS                              | LP             | LongLegsLongArms Records | 2019.5.31  | 4thアルバム |
| MOUNTAINS OF MADNESS                              | カセットテープ | LongLegsLongArms Records | 2019.5.31  | 4thアルバム |
| D.A.M.N.                                          | CD             | Bad Moon Rising          | 2020.6     | 1stアルバムの再リマスター盤、ボーナストラックを5曲収録                                                            |
| D.A.M.N.                                          | LP             | Robust Fellow            | 2020.6     | 1stアルバムの再リマスター盤、ボーナストラックを5曲収録                                                            |
| GREENMACHiNE                                      | デジタル       | Bandcamp                 | 2020.10.10 | 5thアルバム |
| GREENMACHiNE                                      | CD             | Daymare Recordings       | 2020.12.9  | 5thアルバム |
| GREENMACHiNE                                      | LP             | Daymare Recordings       | 2020.12.9  | 5thアルバム |
| GREENMACHiNE                                      | CD             | Robustfellow             | 2021.2.26  | 5thアルバムのワールドワイド盤、ジャケットのアートワークが赤に変更、50セット限定のダイハードエディションもリリース |
| GREENMACHiNE                                      | MC             | Robustfellow             | 2021.2.26  | 5thアルバムのカセットテープ、50個限定                                                                             |

### Single/EP
| タイトル                   | フォーマット | レーベル           | リリース | 概要                                                          |
| -------------------------- | ------------ | ------------------ | -------- | ------------------------------------------------------------- |
| THE EARTH BEATER Ver 0.5   | 10”          | MAN'S RUIN         | 1997     | 2ndアルバムより5曲を抽出、ジャケットアートワークはFRANK KOZIK |
| FREE DOWNLOAD TRACKS 2006  | デジタル     | FANDLE             | 2006.2.1 | 未発表テイクを収録、配信限定                                  |
| FOR THE NIGHT AND BLOOD EP | CD           | Daymare Recordings | 2016.3.9 |                                                               |

### Split
| タイトル                     | フォーマット | レーベル           | リリース   | 概要                            |
| ---------------------------- | ------------ | ------------------ | ---------- | ------------------------------- |
| GREENMACHiNE/THUG            | 7”           | BOVINE             | 1997       | THUGとのスプリットシングル      |
| HANGMAN'S CHAIR/GREENMACHiNE | CD           | Daymare Recordings | 2017.3.6   | HANGMAN'S CHAIRとのスプリットEP |
| HANGMAN'S CHAIR/GREENMACHiNE | 12”          | MUSICFEARSATAN     | 2017.3     | HANGMAN'S CHAIRとのスプリットEP |
| Fistula / GREENMACHiNE       | 12”          | Totem Cat Records  | 2022.4.11  | Fistulaとのスプリット           |
| Fistula / GREENMACHiNE       | CD           | Black Mold Records | 2022.12.25 | Fistulaとのスプリット           |

### VA
| タイトル            | フォーマット | レーベル          | リリース  | 概要                                                            |
| ------------------- | ------------ | ----------------- | --------- | --------------------------------------------------------------- |
| TRUNK BOX BOX Vol.1 | CD           | TRUNK BOX RECORDS | 2021.4.20 | 石川県金沢市を拠点とする10バンドのオムニバス、"Incognito"を提供 |

### VIDEO
| タイトル                                           | フォーマット | レーベル   | リリース  | 概要 |
| -------------------------------------------------- | ------------ | ---------- | --------- | --- |
| Wizard's Convention (Japanese Heavy Rock Showcase) | DVD          | DIWPHALANX | 2005.6.6  | Eternal Elysium、Church Of Misery、Borisとの4Way Split DVD作品、2004年8月1日の下北沢SHELTERでのライブを収録 |
| This is the end 061008                             | DVD          | DIWPHALANX | 2007.3.27 | 10月8日WIZARD'S CONVENTION Vol.5での（二度目の）解散ライブを収録                                            |
| MOUNTAIN HIGH A Tribute to GENJIRO YONEZAWA        | DVD-R        |            | 2013.9    | 自主制作で限定8枚、2013年5月19日「MOUNTAIN HIGH 2013」での（二度目の）再結成ライブを収録                    |